# Guvernorát Suvajda
Guvernorát Suvajda (Arabsky: السويداء, Muḥāfaẓat as-Suwaydā’) je jeden ze čtrnácti syrských guvernorátů (provincií). Nachází na jihu země a hraničí s Jordánskem. Rozloha se pohybuje okolo 5550 čtverečních kilometrů a je součástí historického území Hauran. Téměř celá oblast leží v pohoří Džabal ad-Durúz a vulkanické nížiny Harat al-Šama. Podle dostupných údajů zde žilo asi tři čtvrtě milionu lidí (2011) a to především drúzové. Správním městem je Suvajda.

## Obyvatelstvo
V provincii žije 770 000 lidí (2011) a jedná se o jediný guvernorát ve kterém jsou drúzové majoritou. Vyskytují se zde však také menšiny sunnitů a křesťanů. Většina obyvatel žije v západních částech provincie, hlavně na úpatích pohoří Džabal ad-Durúz. V oblasti Harat al-Šama žijí pouze nomádské beduínské kmeny. V guvernorátu leží 3 města, 124 vesnic a 34 malých vesniček.

## Okresy
Guvernorát je rozdělen na 3 okresy (Manatiq):
- Suvajda
- Salchad
- Šachba

Tyto okresy jsou dále rozděleny na 12 "podokresů" (Nawahi).